# Šifrování dat
Šifrování dat je proces, kterým se nezabezpečená elektronická data převádí za pomoci kryptografie na data šifrovaná, čitelná pouze pro majitele dešifrovacího klíče. Šifrování dat slouží k jejich ochraně proti nežádoucímu zjištění cizí osobou a uplatňuje se při ukládání dat i při jejich přenosu včetně telekomunikace.
Šifrování dat představuje způsob, jak lze zamezit neautorizovaným osobám v přístupu k datům, jako jsou například osobní dokumenty, domácí fotografie, hesla a různé přihlašovací údaje a jiné citlivé informace, nebo jím lze chránit například elektronické bankovnictví či data posílaná internetem. Šifrování dat zamezí, že se k informacím dostane nepovolaná osoba (např. při krádeži fyzického zařízení jako Notebooku, mobilu, USB flash disku, externích disků, DVD, aj.). Jedná se o proces, kdy z čitelných dat pomocí šifrovacího algoritmu a klíče vytvoříme data nečitelná.
Softwarové šifrování dat je šifrování a dešifrování jednotlivých souborů, adresářů, částí pevných disků, výměnných médií, e-mailových zpráv, nebo různá data odeslaná přes počítačové sítě. K šifrování se používají vygenerované šifrovací klíče či zvolená hesla, které(á) je třeba k otevření zašifrované informace vždy mít k dispozici.
Kromě softwarového šifrování se začíná experimentovat také s fyzikálním šifrováním, jako je kvantová kryptografie.

## Oblasti využití
Pro každodenní práci s počítačem je velmi podstatná otázka zpomalování systému. Pokud se kódují velké objemy dat, bootování i práce se soubory se znatelně zpomalí. Dobrá volba je i kombinace šifrovaní a skrytí dat. O datech jednoho uživatele tak ostatní uživatelé téhož PC nemusí ani vědět.

### Šifrování souborů
Pro šifrování souborů (File Encryption) a složek lze použít i velmi rozšířený archivátor WinRAR. Zaheslované RAR archivy. Kromě možnosti uživatelských hesel k archivům je zde i možnost skrýt jeho obsah, takže bez hesla není možno zjistit jeho obsah. V součinnosti s možností tvorby samorozbalovacích archivů, k jejichž dekomprimaci není potřeba žádný program. Můžete tedy tyto soubory rozšifrovat a rozbalit i po delší době, kdy není stoprocentně jisté, že bude k dispozici původní šifrovací program. Nevýhodou ovšem zůstává že za pomoci dostatečného výpočetního výkonu lze zkoušením kombinací znaků prolomit heslo a dostat se tak k obsahu. Použitím dlouhých hesel s kombinacemi velkých a malých písmen, případně i speciální znaky neprolomení hesla zkomplikovat a někdy i zamezit.

### Šifrování disků
Šifrování disku (Disk Encryption) se provádí softwarem, který většinou šifruje takzvaně Full Disk Encryption (šifrování celého disku). Metoda Full Disk Encryption šifruje celý pevný disk včetně oddílu Master Boot Record (MBR), Uživatel se tedy nemusí starat o to, které soubory zabezpečí nebo jestli nezapomněl nějaký zašifrovat, protože jsou zašifrované všechny, včetně operačního systému systémových či aplikačních registrů, hesel a certifikátů uložených v systému. Některé funkce umožňují nastavit jednotlivým uživatelům čtecí/zapisovací práva pro jednotlivá média (CD, USB flash disk, apod.). Systémy diskového šifrování šifrují průběžně a dochází tak k poklesu výkonu počítače.
Velmi bezpečně lze svá data šifrovat pomocí TrueCrypt. Jde o open-source program (je tedy ke stažení zdarma) umožňující šifrování diskových oddílů. Je dostupná verze jak pro systémy MS Windows, tak i pro Linux – není tedy problém s použitím na obou těchto platformách, a to včetně používání dat zašifrovaných Windows verzí v Linuxu a naopak. Podporuje známé šifrovací algoritmy, jako je AES (až 256bitový klíč), Blowfish (až 448bitový klíč), CAST5, Serpent, Triple DES, Twofish a další. Mezi další funkce patří podpora pro FAT32 a NTFS, skryté jednotky, klávesové zkratky pro připojení a odpojení atd. Program je lokalizován do češtiny.

### Šifrování e-mailů
E-mailové zprávy lze elektronicky podepisovat a šifrovat pomocí e-mailového certifikátu. Tyto digitální certifikáty používají technologii PKI, jež je založena na principu asymetrické kryptografie, provázané dvojice soukromého a veřejného šifrovacího klíče. Šifrování nabízí běžné plnohodnotné e-mailové klienty (Outlook, Apple Mail, Thunderbird) nebo např. technologie PGP.
Šifrování e-mailů umožňuje zašifrovat zprávu pomocí veřejného klíče adresáta a zajistit, že nikdo kromě adresáta vlastnícího odpovídající soukromý klíč nebude moci e-mail přečíst. Elektronický podpis umožňuje e-mailovému klientu příjemce pomocí veřejného klíče odesílatele ověřit, že přijatá zpráva je v přesně stejné podobě, v jaké byla odeslána. Zajišťuje tedy, že e-mail skutečně odeslal majitel certifikátu a že na cestě k adresátovi případný útočník zprávu neodchytil a nepozměnil.

## Software
Existují placené i neplacené programy na šifrování dat. Ovšem některé programy na šifrování dat jsou přímo součástí operačního systému, jako technologie BitLocker, která je součástí od operačních systémů Windows Vista a Windows 7 dále, k dispozici je pouze u vyšších verzí (např. Pro, Enterprise aj.). Jiné programy jsou zdarma (freeware) a můžete je stáhnout z internetu, kde jsou volně šiřitelné jako například TrueCrypt, DiskCryptor, FileCryptor, a mnoho dalších.

## Zákonné úpravy šifrování
Protože se někteří politici domnívají, že automatické aktivování šifrování ztíží boj proti zločinu, vyslovují se ve prospěch zákazu šifrování v určitých oblastech nebo pro zřizování „zadních vrátek“. Ve Velké Británii byl v roce 2015 připravován zákon o vyšetřovacích pravomocech, podle kterého by poskytovatelé komunikačních služeb museli na žádost zpřístupnit obsah komunikace, i když by byla šifrovaná.

## Ochrana dat u firem
Evropská unie vydala celoevropské nařízení o ochraně osobních údajů neboli GDPR. Toto nařízení vymezuje vše, co patří mezi osobní údaje a také ukládá firmám několik povinností. Pokud firma zaznamená nějaký únik dat, tak by měla dle nařízení informovat všechny osoby, kterých se únik týká a také Úřad na ochranu osobních údajů. Firmy tak po zavedení tohoto nařízení ještě více sahají ke komplexním bezpečnostním řešením, které upozorňují na možné hrozby, šifrují firemní data a používají dvojí autentizaci.